# Dr. Dolittle
A Dr. Dolittle (vagy Doctor Dolittle) 1998-as amerikai fantasy filmvígjáték, amelyet Betty Thomas rendezett, illetve Larry Levin és Nat Mauldin írtak. A főszerepben Eddie Murphy, Ossie Davis és Oliver Platt látható. A film Hugh Lofting Dr. Dolittle című regényén alapul.
A pénztáraknál jól teljesített, a közönség pedig pozitívan értékelte a film humorát. Ennek ellenére bemutatása idején még vegyes kritikákat kapott. A siker hatására négy folytatás is készült: Dr. Dolittle 2. (2001), Dr. Dolittle 3. (2006), Dr. Dolittle: Tail to the Chief (2008), és Dr. Dolittle: Million Dollar Mutts (2009). A folytatások közül csak a második rész jelent meg a mozikban, a másik három film csak videófilm formájában jelent meg (direct-to-video).

## Cselekmény
Dr. John Dolittle különleges képességgel rendelkezik: tud beszélni az állatokkal. Családja és kollégái viszont őrültnek tartják. Dolittle-nek meg kell győznie őket, mielőtt elmegyógyintézetbe zárják őt.

## Szereplők
| Karakter                                           | Színész             | Magyar hang            |
| -------------------------------------------------- | ------------------- | ---------------------- |
| Dr. John Dolittle                                  | Eddie Murphy        | Dörner György          |
| Archer Dolittle                                    | Ossie Davis         | Szabó Ottó             |
| Dr. Mark Weller                                    | Oliver Platt        | Kerekes József         |
| Calloway                                           | Peter Boyle         | Makay Sándor           |
| Dr. Gene "Geno" Reiss                              | Richard Schiff      | Németh Gábor           |
| Lisa Dolittle                                      | Kristen Wilson      | Für Anikó              |
| Dr. Fish                                           | Jeffrey Tambor      | Szélyes Imre           |
| Maya Dolittle                                      | Kyla Pratt          | Bogdányi Titanilla     |
| Charisse Dolittle                                  | Raven-Symoné        | Szénási Kata           |
| Dr. Sam Litvack                                    | Steven Gilborn      | Izsóf Vilmos           |
| Jeremy                                             | Erik Dellums        | Galbenisz Tomasz       |
| Diane                                              | June Christopher    |                        |
| Mrs. Parkus                                        | Cherie Franklin     |                        |
| Medikus                                            | Mark Adair-Rios     | Hegedüs Miklós         |
| Állatfelügyeleti tisztviselő                       | Arnold F. Turner    | Végh Ferenc            |
| Nő                                                 | Beth Grant          | Némedi Mari            |
| Mr. Galvin                                         | Richard Penn        | Bicskey Lukács         |
| Tiszteletes                                        | John Lafayette      | Varga Tamás            |
| Riporter                                           | Karl T. Wright      |                        |
| Mázli (hangja)                                     | Norm MacDonald      | Szombathy Gyula        |
| Tigris (hangja)                                    | Albert Brooks       | Kristóf Tibor          |
| Rodney (hangja)                                    | Chris Rock          | Lippai László          |
| Patkány (hangja)                                   | Reni Santoni        | Mikó István            |
| Patkány (hangja)                                   | John Leguizamo      | Stohl András           |
| Nősténygalamb (hangja)                             | Julie Kavner        |                        |
| Hímgalamb (hangja)                                 | Garry Shandling     | F. Nagy Zoltán         |
| Prológus-kutya (hangja)                            | Ellen DeGeneres     |                        |
| Öreg vadászkopó (hangja)                           | Brian Doyle-Murray  |                        |
| Részeg majom (hangja)                              | Phil Proctor        | Szokol Péter           |
| Bagoly (hangja)                                    | Jenna Elfman        |                        |
| Megszállott kutya (hangja)                         | Gilbert Gottfried   | Magyar Attila          |
| Kecske (hangja)                                    | Phyllis Katz        | Holl Nándor            |
| Kutya az ólban (hangja)                            | Douglas Shamburger  |                        |
| Oposszum (hangja)                                  | Jeff Doucette       | Végh Ferenc            |
| Kövér nő kutyája (hangja)                          | Archie Hahn         |                        |
| Német juhász (hangja)                              | Tom Towles          |                        |
| Borz (hangja)                                      | Eddie Frierson      | Rudas István           |
| Mosómedve (hangja)                                 | Paul Reubens        |                        |
| "I Love You" kutya (hangja)                        | Royce D. Applegate  |                        |
| Orangután (hangja)                                 | James F. Dean       | Sinkovits-Vitay András |
| Bettleheim, a macska (hangja)                      | Chad Einbinder      | Zágoni Zsolt           |
| Kis tigris (hangja)                                | Jonathan Lipnicki   |                        |
| Disznó (hangja)                                    | Hamilton Camp       | Tardy Balázs           |
| Pingvin (hangja)                                   | Kerrigan Mahan      | Sótonyi Gábor          |
| Blaine                                             | Paul Giamatti       | Kapácsy Miklós         |
| Beteg Hammersmith-nél                              | Pruitt Taylor Vince | Végh Ferenc            |
| Beteg Hammersmith-nél                              | Don Calfa           | Bicskey Lukács         |
| Wilbur Post (Mister Ed című sorozatban)            | Alan Young          | Horányi László         |
| Mister Ed, ló (Mister Ed című sorozatban) (hangja) |                     | Hajdu István           |

### Szinkronszínészek
- Norm Macdonald: Lucky
- Chris Rock: Rodney,
- Royce Applegate: "Szeretlek" kutya
- Albert Brooks: Jacob "Jake", egy bengáli tigris
- Hamilton Camp: disznó
- Jim Dean: spanyolul beszélő orangután
- Ellen DeGeneres: John gyerekkori kutyája
- Jeff Doucette: oposszum
- Brian Doyle-Murray: öreg Beagle
- Chad Einbidnder: Bettelheim, a macska
- Jenna Elfman: bagoly
- Eddie Frierson: borz
- Gilbert Gottfried: kutya
- Archie Hahn: kutya
- Phyllis Katz: kecske
- Julie Kavner: galamb
- John Leguizamo: kettes számú patkány
- Jonathan Lipnicki: tigriskölyök
- Kerrigan Mahan: pingvin
- Philip Proctor: részeg majom
- Paul Reubens: mosómedve
- Reni Santoni: egyes számú patkány
- Garry Shandling: galamb
- Tom Towles: német juhászkutya

### Bábszínészek
- Bill Barretta
- Kevin Carlson
- Bruce Lanoil
- Drew Massey
- Allan Trautman
- Ian Tregonning
- Mak Wilson

## Filmzene
A filmzenei albumot 1998. június 16.-án jelentette meg az Atlantic Records. A lemezen hallható dalok a hip-hop és az R&B műfajokba sorolhatóak. Az AllMusic ötből négy csillaggal értékelte az albumot.

## Fogadtatás
A Rotten Tomatoes oldalán 42%-ot ért el 52 kritika alapján, és 5.2 pontot szerzett a tízből. A Metacritic honlapján 46 pontot szerzett a százból, 20 kritika alapján.
A Variety magazin kritikusa, Leonard Klady szerint a "film a gyerekeknek jó választás lehet, de a felnőttek számára nem mond semmit." Kenneth Turan, a Los Angeles Times kritikusa "időpocsékolásnak" nevezte.
Roger Ebert három csillaggal értékelte a négyből.